# Conorotalites
Conorotalites es un género de foraminífero bentónico de la familia Globorotalitidae, de la superfamilia Chilostomelloidea, del suborden Rotaliina y del orden Rotaliida. Su especie tipo es Globorotalites bartensteini var. aptiensis. Su rango cronoestratigráfico abarca desde el Barremiense hasta el Albiense (Cretácico inferior).

## Clasificación
Conorotalites incluye a las siguientes especies:
- Conorotalites aptiensis †
- Conorotalites michelinianus †